# Baojuan
Les baojuan ou « précieux rouleaux » (chinois 宝卷) sont un genre de la littérature populaire chinoise. Ce sont originellement des œuvres religieuses à contenu syncrétique.

## Historique
Les baojuan sont formellement identiques aux bianwen bouddhiques, plus anciens, en ce qu'ils alternent passages en prose et poèmes. Il s'agit sans doute de textes issus du milieu des sociétés secrètes, utilisés pour diffuser leur doctrine. Pour cette raison ils n'ont pas été imprimés avant le xvie siècle, époque où la mère de l'empereur faisait partie de la secte du Yang rouge. Ces sectes diffusaient un syncrétisme du confucianisme, du taoïsme et du bouddhisme. À partir du xviie siècle certains des baojuan n'avaient plus de lien avec ces sociétés secrètes et étaient des œuvres à caractère moral, sans contenu religieux. Le regain d'activité des sociétés secrètes au début du xxe siècle, notamment celle de la Svastika rouge, a entrainé un renouveau des précieux rouleaux. S'il est possible que les baojuan tirent leur origine des bianwen, les plus tardifs, profanes, sont similaires aux ballades comme les tanci,.

## Contenu
Certains précieux rouleaux ont un contenu bouddhique, reprenant l'histoire de Guanyin ou de Mulian par exemple. Ces textes étaient récités en musique devant un public. D'autres se rapportent à des divinités taoïstes, comme la déesse He Xiangu ou le Dieu du sol. Parmi les baojuan sans contenu religieux, l'un raconte l'histoire de Meng Jiangnü, d'autres celle du Serpent blanc, celle de Liang Shanbo, ou encore de Yue Fei. 

## Traductions
- (en) Personal Salvation and Filial Piety: Two Precious Scroll Narratives of Guanyin and Her Acolytes, trad. Wilt L. Idema, University of Hawai'i Press, « Classics in East Asian Buddhism », 2008